# Rivella
Rivella è una bevanda gassata analcolica (soft drink) originaria della Svizzera, inventata nel 1952 e prodotta dall'omonima società per azioni (Rivella AG) con sede a Rothrist. È tra i soft drink più popolari nel proprio Paese d'origine, dove è seconda per quota di mercato, alle spalle della sola Coca-Cola.

## Storia
Nel 1949 lo zurighese Jean Barth, figlio di un alto dirigente della Elektrobank (holding bancaria svizzera attiva nel finanziamento di imprese elettriche) si interessò alle modalità per riutilizzare il siero di latte bovino, prodotto di scarto dell'industria casearia, che veniva peraltro già commercializzato come tonico e ricostituente. Mise così a punto una ricetta per la produzione di una sorta di birra a base di siero, che provò per un anno a commercializzare negli Stati Uniti; non avendo avuto fortuna, nel 1950 cedette la ricetta al fratello Robert, al tempo studente di legge all'Università di Zurigo, che provò a migliorarla facendo esperimenti in un laboratorio ricavato nella cantina di casa.
Per supplire alle proprie limitate conoscenze in materia chimica, Robert Barth coinvolse nell'impresa il biologo Hans Süsli, assistente presso l’istituto di tecnica lattiera del Politecnico di Zurigo, che miscelò il siero con estratti di frutta e di erbe. Una volta che il risultato fu ritenuto soddisfacente (ne risultò una bevanda di color giallo-paglierino trasparente), Barth e Süsli cofondarono la società Rivella AG, il cui nome gli fu ispirato dalla località del Canton Ticino Riva San Vitale, nonché dall'assonanza con il termine italiano "rivelazione", evocativo della novità costituita dal prodotto. Nel 1952 la Original Rivella Rot (Rivella "rossa", dal colore dominante sull'etichetta), prodotta nello stabilimento impiantato a Stäfa, fu quindi lanciata sul mercato.
La ricetta dovette subìre una correzione "in corso d'opera" allorché ci si accorse che il siero, una volta imbottigliato, continuava a fermentare, rischiando di far esplodere i recipienti. Nondimeno, fu oggetto di critiche il fatto che l'acqua impiegata nella produzione (a differenza di altre bevande svizzere) non fosse legata a una specifica sorgente. L'azienda riuscì comunque a crearsi rapidamente una capillare rete di distribuzione in tutto il Paese, incrementando in modo sostanziale la propria quota di mercato. Nel 1954 la sede e lo stabilimento vennero spostati a Rothrist, nel Canton Argovia, in un fabbricato più spazioso e meglio raggiungibile dalle principali arterie autostradali svizzere.
Dopo il consolidamento in patria, Barth individuò nei Paesi Bassi il successivo mercato d'espansione; i distributori locali gli proposero in tale frangente di ampliare la gamma con una variante ipocalorica. Fu così che nel 1958, proprio per il mercato olandese, venne lanciata la Rivella "blu", il primo soft drink "dietetico" prodotto in Europa.
Nel 1977 Rivella si legò alla nazionale di sci alpino della Svizzera, dando inizio al proprio programma di sponsorizzazioni sportive.
Nel 2000 Robert Barth cedette la presidenza del gruppo al figlio Alexander; il fondatore si spense poi nel 2007.

## Varianti
Oltre alla Rivella "rossa" e "blu", la bibita viene commercializzata anche nelle varianti "verde" (con estratto di tè verde, introdotta nel 1999), "refresh" (con meno zucchero, dal 2018), "grapefruit" (aromatizzata al pompelmo, dal 2021), "menta svizzera" (aromatizzata alla menta, dal 2021); altre varianti commercializzate solo in dati periodi sono state la "gialla" (a base di latte di soia, dal 2008 al 2011), alla pesca (2014-2016), al mango (2016-2018), al rabarbaro (2014-2019) e al sambuco (2019-2021).

## Composizione
Gli ingredienti della Rivella "rossa" includono acqua, siero di latte bovino (35%), zucchero, anidride carbonica, correttore di acidità/acidificante (acido lattico), zucchero caramellato, fruttosio, aromi naturali. Le dosi esatte degli ingredienti, in particolare per la componente aromatica (che comprende estratti di frutta ed erbe), sono coperte da segreto: la miscela allo scopo viene preparata e fornita da una società esterna, la Miroma AG. Non vengono aggiunti conservanti, né coloranti: la bevanda si presenta sempre di colore giallino, a prescindere dalla variante.
La Rivella "rossa" ha un valore energetico di 160 kJ (circa 37 kcal) per 100 ml, i quali contengono 9 g di zucchero. La Rivella "blu", per analoga quantità, contiene 1,4 g di lattosio, mentre i dolcificanti artificiali (ciclamato, acesulfame K) che sostituiscono lo zucchero riducono l'apporto energetico a 30 kJ, pari a circa 7 kcal. La Rivella "verde" contiene uno 0,05% di estratto di tè verde e ha un valore energetico di 90 kJ (22 kcal) per 100 ml.

## Distribuzione
Oltre che nel paese di origine, la Svizzera (dove si stima se ne consumino 9 litri pro capite all'anno), Rivella è disponibile anche in alcuni altri stati europei quali i Paesi Bassi, il Liechtenstein, il Lussemburgo, l'Austria e nella parte est della Francia. Rivella è stata distribuita per un anno negli Stati Uniti, ma nel 2005 è stata ritirata dal mercato a causa dei bassi volumi di vendita.